# Bagepalli
Bagepalli là một thị xã panchayat của quận Kolar thuộc bang Karnataka, Ấn Độ.

## Địa lý
Bagepalli có vị trí 13°47′B 77°47′Đ / 13,78°B 77,79°Đ Nó có độ cao trung bình là 707 mét (2319 foot).

## Nhân khẩu
Theo điều tra dân số năm 2001 của Ấn Độ, Bagepalli có dân số 20.120 người. Phái nam chiếm 52% tổng số dân và phái nữ chiếm 48%. Bagepalli có tỷ lệ 63% biết đọc biết viết, cao hơn tỷ lệ trung bình toàn quốc là 59,5%: tỷ lệ cho phái nam là 69%, và tỷ lệ cho phái nữ là 58%. Tại Bagepalli, 12% dân số nhỏ hơn 6 tuổi.